# Montigny-sur-Loing
Pour les articles homonymes, voir Montigny et Loing (homonymie).
Montigny-sur-Loing est une commune française située dans le département de Seine-et-Marne, en région Île-de-France, au sud de la forêt de Fontainebleau, sur la rive gauche du Loing.
En 2022, elle compte 2 634 habitants.

## Géographie

### Localisation
La commune de Montigny-sur-Loing se trouve dans le département de Seine-et-Marne, en région Île-de-France, au sud de la forêt de Fontainebleau..

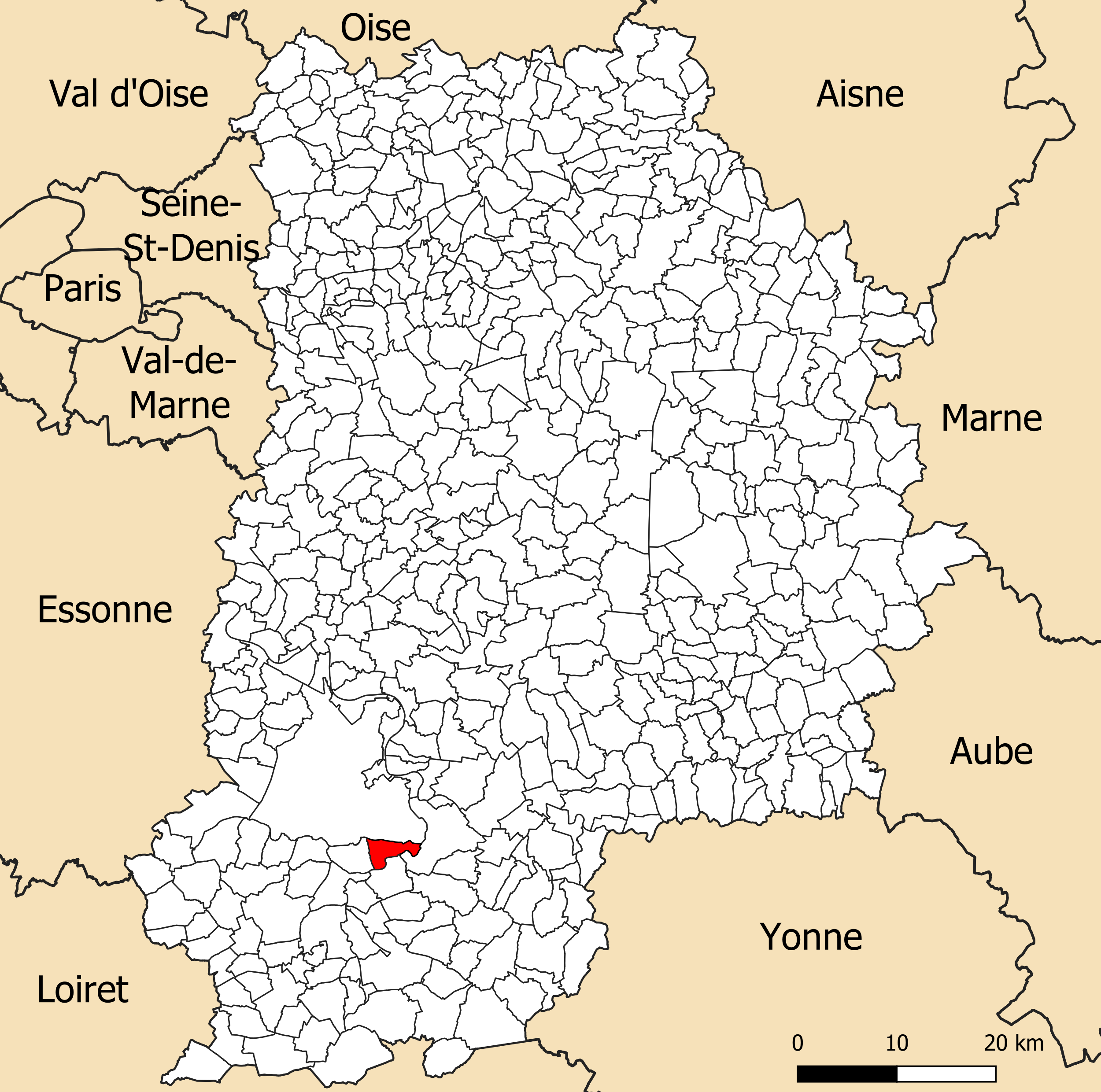
Localisation de la commune dans le département de Seine-et-Marne.

Elle se situe à 27,66 km par la route de Melun, préfecture du département, à 11,15 km de Fontainebleau, sous-préfecture et à 11,97 km de Nemours, bureau centralisateur du canton de Nemours dont dépend la commune depuis 2015. La commune fait en outre partie du bassin de vie de Nemours.

### Communes limitrophes
Les communes les plus proches sont : 
La Genevraye (2,0 km), Bourron-Marlotte (2,6 km), Épisy (3,2 km), Montcourt-Fromonville (4,6 km), Grez-sur-Loing (4,7 km), Veneux-les-Sablons (5,8 km), Écuelles (6,1 km), Moret-sur-Loing (6,6 km).
| Fontainebleau    | (Forêt de Fontainebleau) |                        |

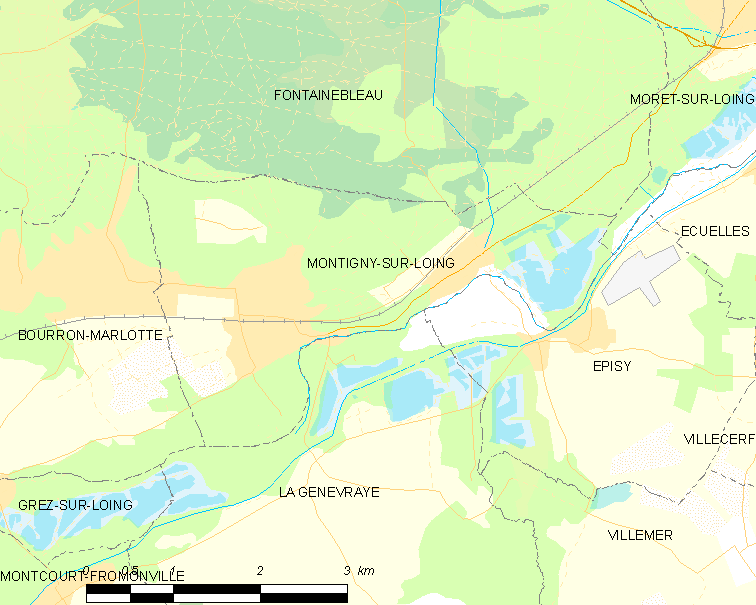
Carte des communes limitrophes de Montigny-sur-Loing.

| Bourron-Marlotte | Montigny-sur-Loing       | Moret-Loing-et-Orvanne |
|                  | La Genevraye             |                        |

### Géologie et relief
L'altitude varie de 49 mètres à 136 mètres pour le point le plus haut, le centre du bourg se situant à environ 71 mètres d'altitude (mairie).
Géologiquement intégré au bassin parisien, qui est une région géologique sédimentaire, l'ensemble des terrains affleurants de la commune sont issus de l'ère géologique Cénozoïque (des périodes géologiques s'étageant du Paléogène au Quaternaire),.

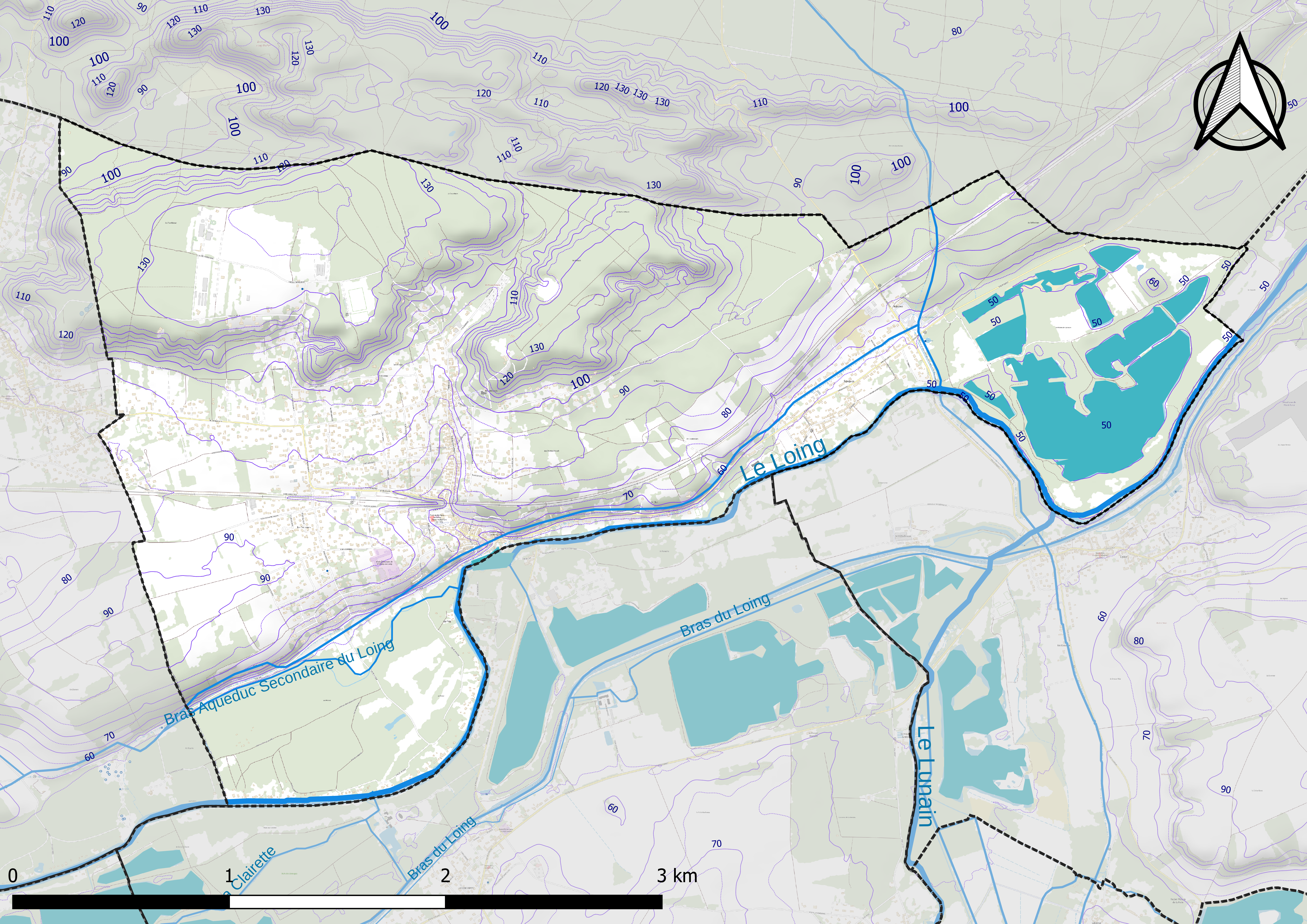
Carte du relief de Montigny-sur-Loing.
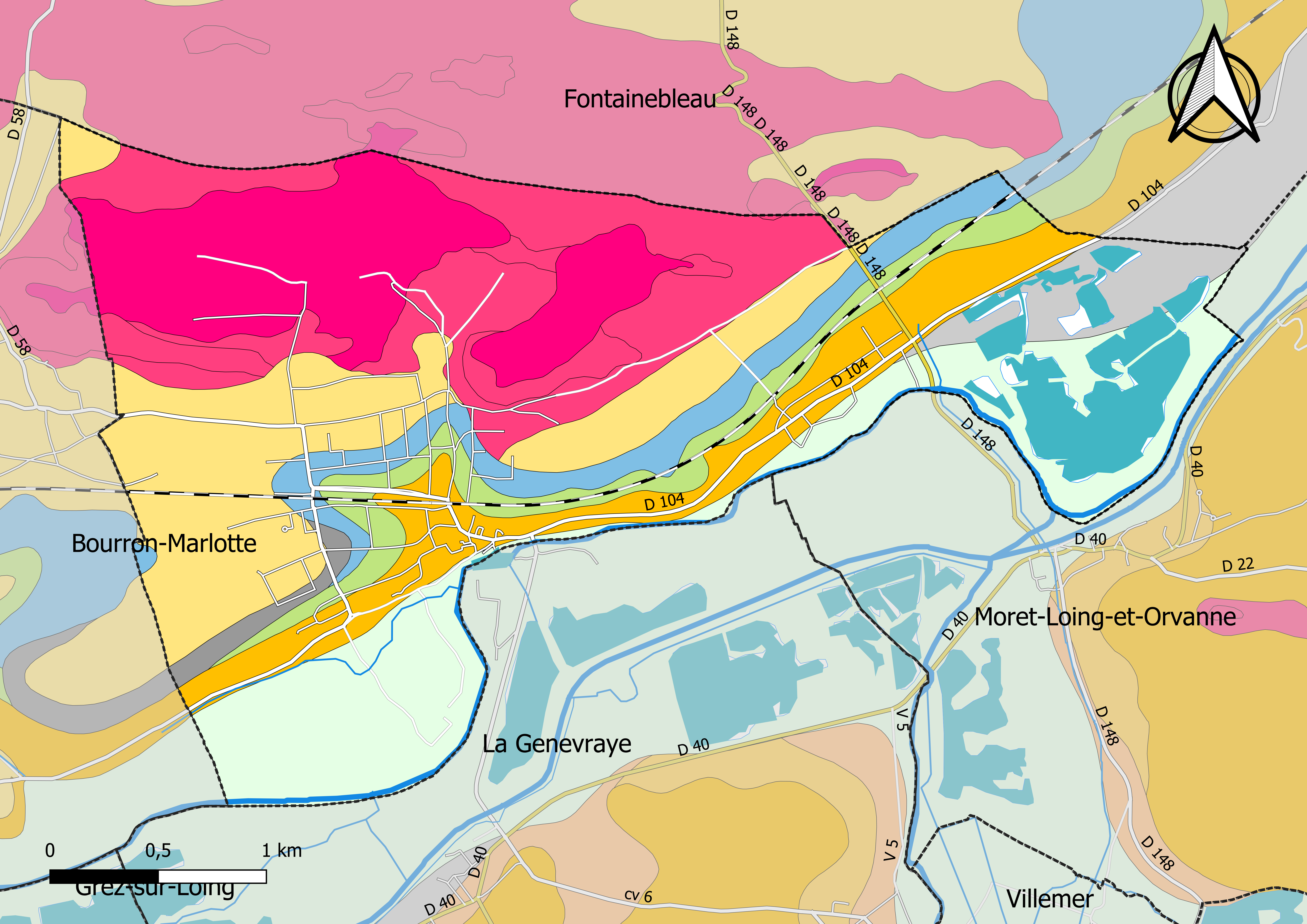
Carte géologique vectorisée et harmonisée de Montigny-sur-Loing.

|  | LP : | Limon des plateaux de composition argilo-marneuse.                                                           |
|  | Fz : | Alluvions récentes : limons, argiles, sables, tourbes localement.                                            |
|  | Fy : | Alluvions anciennes (basse terrasse de 0–10 m) : sables et graviers colluvions alluvions et apports éoliens. |
|  | Fw : | Alluvions anciennes de haute terrasse (terrasse de 20–30 m) : sables et graviers.                            |

|  | g1CE : | Calcaire d'Étampes, meulières, marnes, calcaires du Gâtinais.                                        |
|  | g1GF : | Grès de Fontainebleau en place ou remaniés (grésification quaternaire de sables stampiens dunaires). |
|  | g1SF : | Sables de Fontainebleau, accessoirement grès en place ou peu remanié (versant).                      |
|  | g1CB : | Calcaire de Brie stampien et meulières plio-quaternaire indifférenciées.                             |
|  | g1AR : | Argile verte, Glaises à Cyrènes et/ou Marnes vertes et blanches (Argile verte de Romainville) .      |

|  | e7C : | Calcaire de Champigny, Calcaire de Château-Landon, Marnes de Nemours. |

La commune est classée en zone de sismicité 1, correspondant à une sismicité très faible.

### Hydrographie

#### Réseau hydrographique

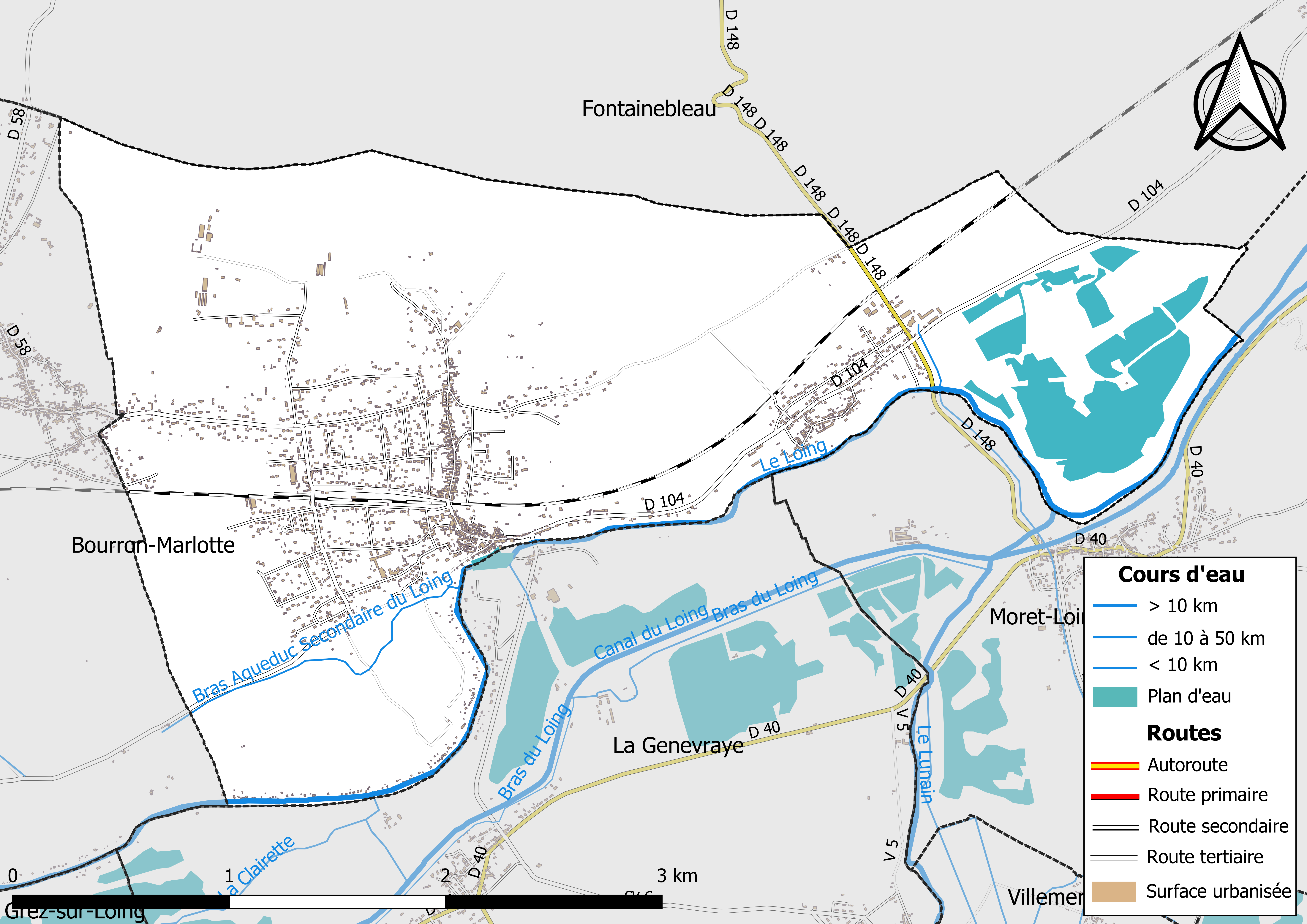
Carte des réseaux hydrographique et routier de Montigny-sur-Loing.

Le réseau hydrographique de la commune se compose de deux cours d'eau référencés :
- la rivière le Loing, longue de 142,73 km[9], affluent en rive gauche de la Seine, marque les limites sud et est du territoire de la commune. La crue du Loing en 2016 fut particulièrement importante. L'inondation sinistre de nombreuses maisons jusqu'au cœur du village.
  - la Clairette , 4,44 km[10], qui conflue avec le Loing ;

Par ailleurs, son territoire est également traversé par l’aqueduc du loing, et par un bras secondaire de 1,73 km, ainsi que par l'aqueduc du Lunain, 3,64 km.
Des petits étangs sont implantés à l'est de la commune dans plaine de Sorques.
La longueur totale des cours d'eau sur la commune est de 10,55 km.

#### Gestion des cours d'eau
Afin d’atteindre le bon état des eaux imposé par la Directive-cadre sur l'eau du 23 octobre 2000, plusieurs outils de gestion intégrée s’articulent à différentes échelles : le SDAGE, à l’échelle du bassin hydrographique, et le SAGE, à l’échelle locale. Ce dernier fixe les objectifs généraux d’utilisation, de mise en valeur et de protection quantitative et qualitative des ressources en eau superficielle et souterraine. Le département de Seine-et-Marne est couvert par six SAGE, au sein du bassin Seine-Normandie.
La commune fait partie du SAGE « Nappe de Beauce et milieux aquatiques associés », approuvé le 11 juin 2013. Le territoire de ce SAGE couvre deux régions, six départements et compte 681 communes, pour une superficie de 9 722 km2. Le pilotage et l’animation du SAGE sont assurés par le Syndicat mixte du pays Beauce Gâtinais en Pithiverais, qualifié de « structure porteuse ».

### Climat
Pour des articles plus généraux, voir Climat de l'Île-de-France et Climat de Seine-et-Marne.
En 2010, le climat de la commune est de type climat océanique dégradé des plaines du Centre et du Nord, selon une étude du CNRS s'appuyant sur une série de données couvrant la période 1971-2000. En 2020, Météo-France publie une typologie des climats de la France métropolitaine dans laquelle la commune est exposée à un climat océanique altéré et est dans la région climatique Nord-est du bassin Parisien, caractérisée par un ensoleillement médiocre, une pluviométrie moyenne régulièrement répartie au cours de l’année et un hiver froid (3 °C).
Pour la période 1971-2000, la température annuelle moyenne est de 10,8 °C, avec une amplitude thermique annuelle de 15,5 °C. Le cumul annuel moyen de précipitations est de 700 mm, avec 11,2 jours de précipitations en janvier et 7,6 jours en juillet. Pour la période 1991-2020, la température moyenne annuelle observée sur la station météorologique la plus proche, située sur la commune de Fontainebleau à 9 km à vol d'oiseau, est de 11,1 °C et le cumul annuel moyen de précipitations est de 740,1 mm,. Pour l'avenir, les paramètres climatiques de la commune estimés pour 2050 selon différents scénarios d'émission de gaz à effet de serre sont consultables sur un site dédié publié par Météo-France en novembre 2022.

### Milieux naturels et biodiversité

#### Espaces protégés
La protection réglementaire est le mode d’intervention le plus fort pour préserver des espaces naturels remarquables et leur biodiversité associée,.
Les espaces protégés sont présents dans la commune : 
- le « Bois des Belles Vues », objet d'un arrêté préfectoral de protection de biotope, d'une superficie de 24 ha[26].
- la « Plaine de Sorques », objet d'un arrêté préfectoral de protection de biotope, d'une superficie de 130 ha[27].
- la réserve de biosphère « Fontainebleau et Gâtinais », créée en 1998 et d'une superficie totale de 150 544 ha (46 056 ha pour la zone centrale). Cette réserve de biosphère, d'une grande biodiversité, comprend trois grands ensembles : une grande moitié ouest à dominante agricole, l’emblématique forêt de Fontainebleau au centre, et le Val de Seine à l’est. La structure de coordination est l'Association de la Réserve de biosphère de Fontainebleau et du Gâtinais, qui comprend un conseil scientifique et un Conseil Éducation, unique parmi les Réserves de biosphère françaises[28],[29].

#### Réseau Natura 2000

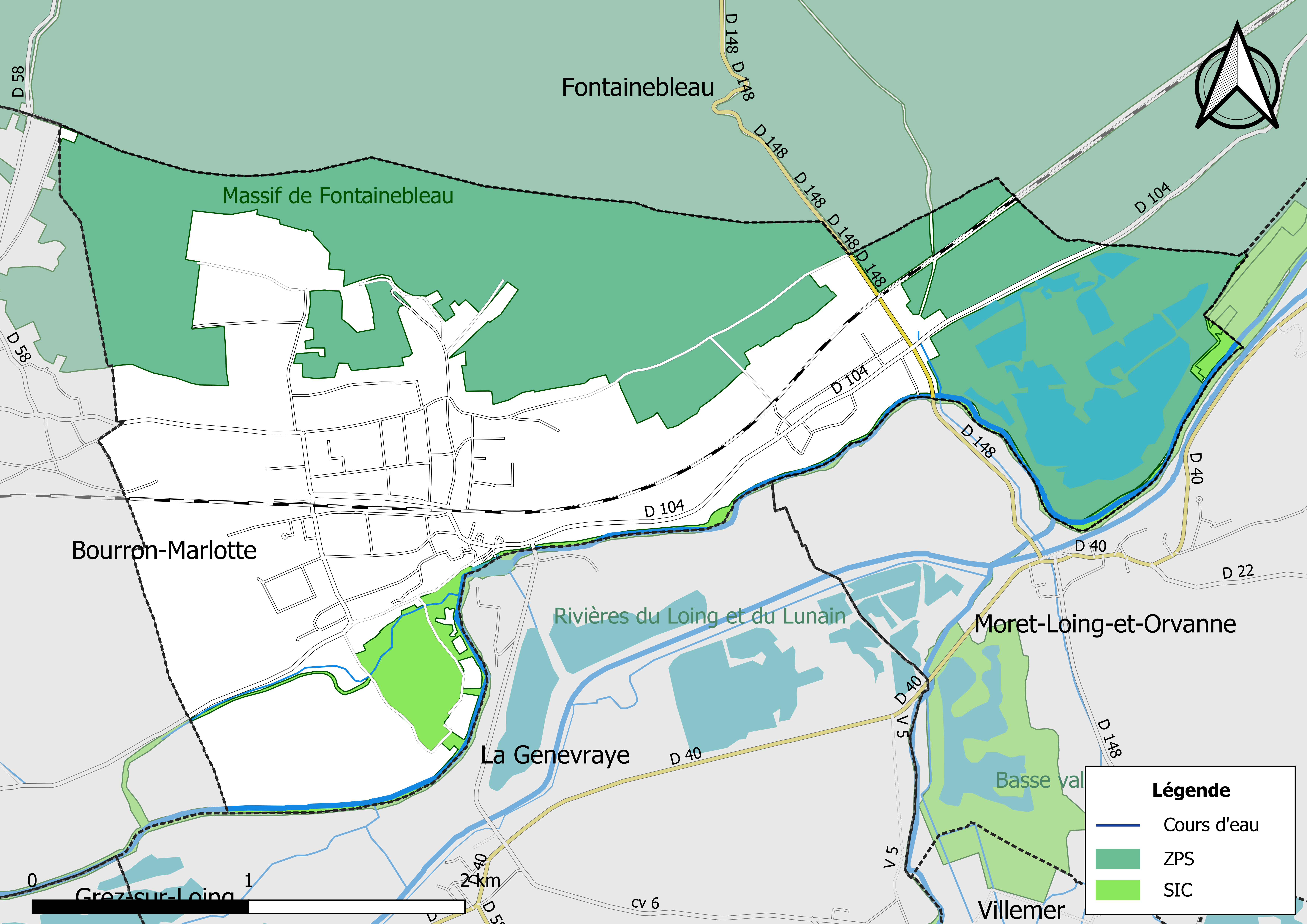
Sites Natura 2000 sur le territoire communal.

Le réseau Natura 2000 est un réseau écologique européen de sites naturels d’intérêt écologique élaboré à partir des Directives « Habitats » et « Oiseaux ». Ce réseau est constitué de Zones spéciales de conservation (ZSC) et de Zones de protection spéciale (ZPS). Dans les zones de ce réseau, les États Membres s'engagent à maintenir dans un état de conservation favorable les types d'habitats et d'espèces concernés, par le biais de mesures réglementaires, administratives ou contractuelles.
Trois sites Natura 2000 ont été définis sur la commune au titre de la « directive Habitats », : 
- le « Massif de Fontainebleau », d'une superficie de 28 063 haCet espace constitue le plus ancien exemple français de protection de la nature. Les alignements de buttes gréseuses alternent avec les vallées sèches. Les conditions de sols, d'humidité et d'expositions sont très variées. La forêt de Fontainebleau est réputée pour sa remarquable biodiversité animale et végétale. Ainsi, elle abrite la faune d'arthropodes la plus riche d'Europe (3 300 espèces de coléoptères, 1 200 de lépidoptères) ainsi qu'une soixantaine d'espèces végétales protégées[32] ;
- la « Basse vallée du Loing », d'une superficie de 76,84 ha, localisée sur des alluvions modernes et anciennes des vallées du Loing et du Lunain. La tourbière alcaline d’Episy représente un des hauts lieux floristiques franciliens avec six espèces végétales protégées[33],[34] ;
- les « Rivières du Loing et du Lunain », d'une superficie de 400 ha, deux vallées de qualité remarquable pour la région Île-de-France accueillant des populations piscicoles diversifiées dont le Chabot, la Lamproie de Planer, la Loche de Rivière et la Bouvière[35],[36].

un  au titre de la « directive Oiseaux », :  
- le « Massif de Fontainebleau », d'une superficie de 28 092 ha[37].

#### Zones naturelles d'intérêt écologique, faunistique et floristique
L’inventaire des zones naturelles d'intérêt écologique, faunistique et floristique (ZNIEFF) a pour objectif de réaliser une couverture des zones les plus intéressantes sur le plan écologique, essentiellement dans la perspective d’améliorer la connaissance du patrimoine naturel national et de fournir aux différents décideurs un outil d’aide à la prise en compte de l’environnement dans l’aménagement du territoire.
Le territoire communal de Montigny-sur-Loing comprend cinq ZNIEFF de type 1,, : 
- les « Coteau des Evangiles et bois des Clapiers » (24,73 ha), couvrant 2 communes du département[39] ;
- la « Butte Jaune » (13,46 ha)[40] ;
- le « Massif de Fontainebleau » (20 711,14 ha), couvrant 18 communes dont 17 en Seine-et-Marne et 1 dans l'Essonne[41] ;
- la « Plaine de Sorques » (119,55 ha), couvrant 2 communes du département[42] ;
- les « prairies et bois de la Herse » (23,02 ha), couvrant 2 communes du département[43] ;

et une ZNIEFF de type 2,, 
la « vallée du Loing entre Moret et Saint-Pierre-Lès-Nemours » (1 749,77 ha), couvrant 13 communes du département.

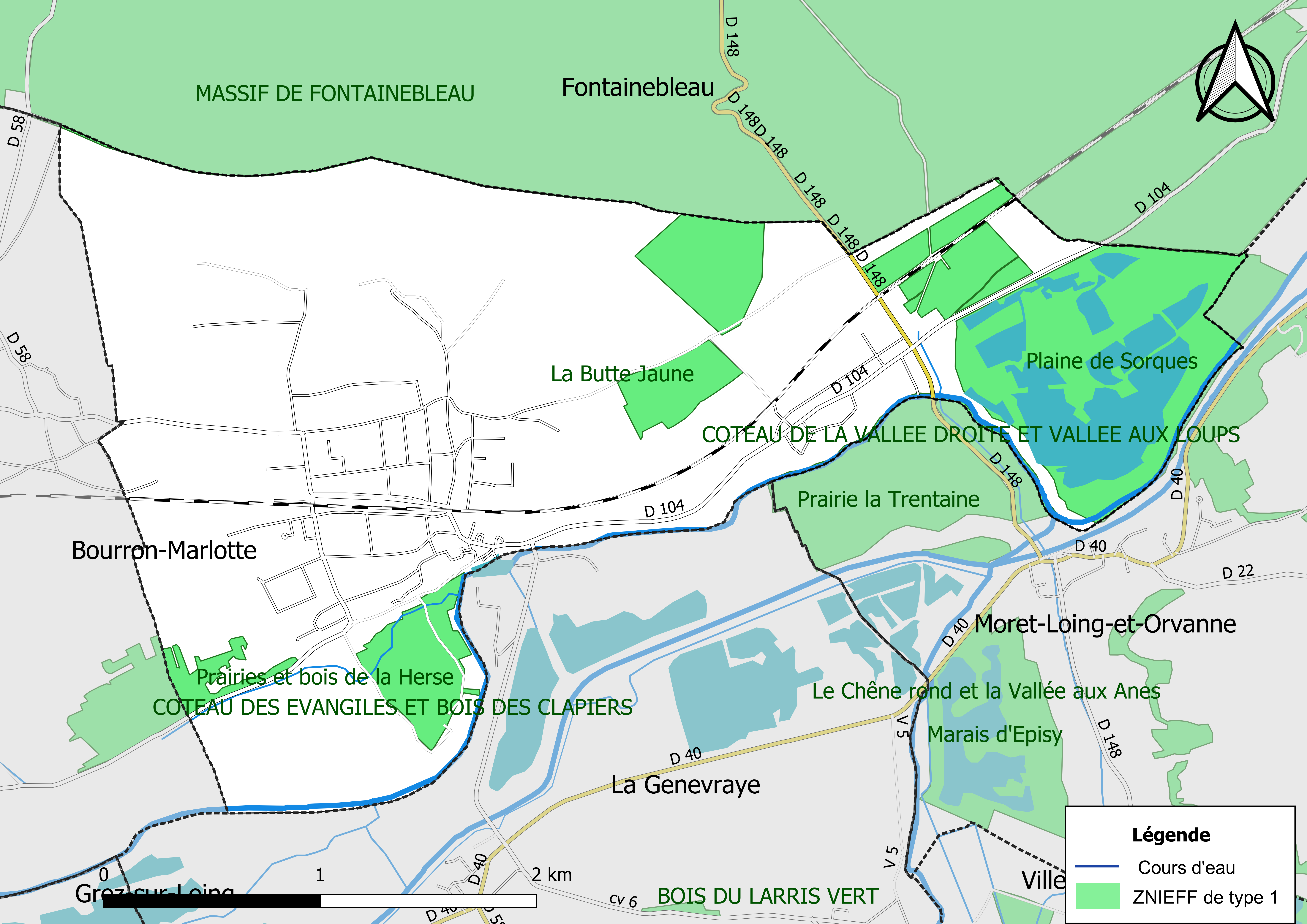
Carte des ZNIEFF de type 1 de la commune.
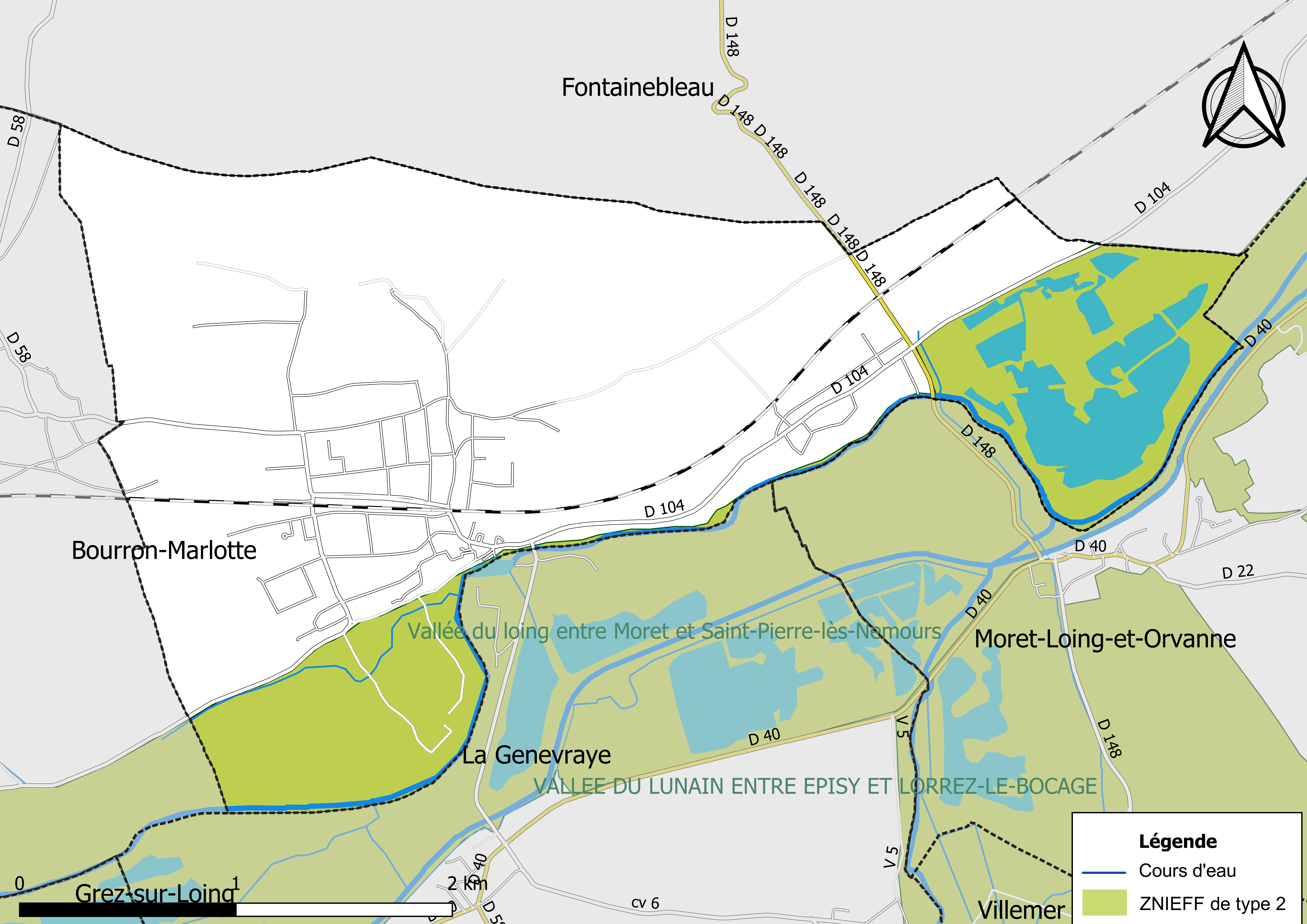
Carte des ZNIEFF de type 2 de la commune.

## Urbanisme

### Typologie
Au 1er janvier 2024, Montigny-sur-Loing est catégorisée bourg rural, selon la nouvelle grille communale de densité à sept niveaux définie par l'Insee en 2022.
Elle appartient à l'unité urbaine de Bourron-Marlotte, une agglomération intra-départementale regroupant deux  communes, dont elle est une commune de la banlieue,,. Par ailleurs la commune fait partie de l'aire d'attraction de Paris, dont elle est une commune de la couronne,. Cette aire regroupe 1 929 communes,.

### Occupation des sols
L'occupation des sols de la commune, telle qu'elle ressort de la base de données européenne d’occupation biophysique des sols Corine Land Cover (CLC), est marquée par l'importance des forêts et milieux semi-naturels (59,9 % en 2018), en augmentation par rapport à 1990 (58,4 %). La répartition détaillée en 2018 est la suivante : 
forêts (59,87 %), 
zones urbanisées (18,72 %), 
terres arables (11,67 %), 
eaux continentales (6,69 %), 
zones agricoles hétérogènes (1,83 %), 
prairies (1,22 %).
| Type d’occupation | 1990      | 1990    | 2018      | 2018    | Bilan     |
| --- | --------- | ------- | --------- | ------- | --------- |
| Territoires artificialisés (zones urbanisées, zones industrielles ou commerciales et réseaux de communication, mines, décharges et chantiers, espaces verts artificialisés ou non agricoles) | 244,27 ha | 26,64 % | 171,66 ha | 18,72 % | −72,61 ha |
| Territoires agricoles (terres arables, cultures permanentes, prairies, zones agricoles hétérogènes)                                                                                          | 137,19 ha | 14,96 % | 135,00 ha | 14,72 % | −2,19 ha  |
| Forêts et milieux semi-naturels (forêts, milieux à végétation arbustive et/ou herbacée, espaces ouverts sans ou avec peu de végétation)                                                      | 535,46 ha | 58,40 % | 548,96 ha | 59,87 % | 13,50 ha  |
| Surfaces en eau (eaux continentales, eaux maritimes) | 0 ha      | 0 %     | 61,39 ha  | 6,69 %  | 61,30 ha  |

Parallèlement, L'Institut Paris Région, agence d'urbanisme de la région Île-de-France, a mis en place un inventaire numérique de l'occupation du sol de l'Île-de-France, dénommé le MOS (Mode d'occupation du sol), actualisé régulièrement depuis sa première édition en 1982. Réalisé à partir de photos aériennes, le Mos distingue les espaces naturels, agricoles et forestiers mais aussi les espaces urbains (habitat, infrastructures, équipements, activités économiques, etc.) selon une classification pouvant aller jusqu'à 81 postes, différente de celle de Corine Land Cover,,. L'Institut met également à disposition des outils permettant de visualiser par photo aérienne l'évolution de l'occupation des sols de la commune entre 1949 et 2018.

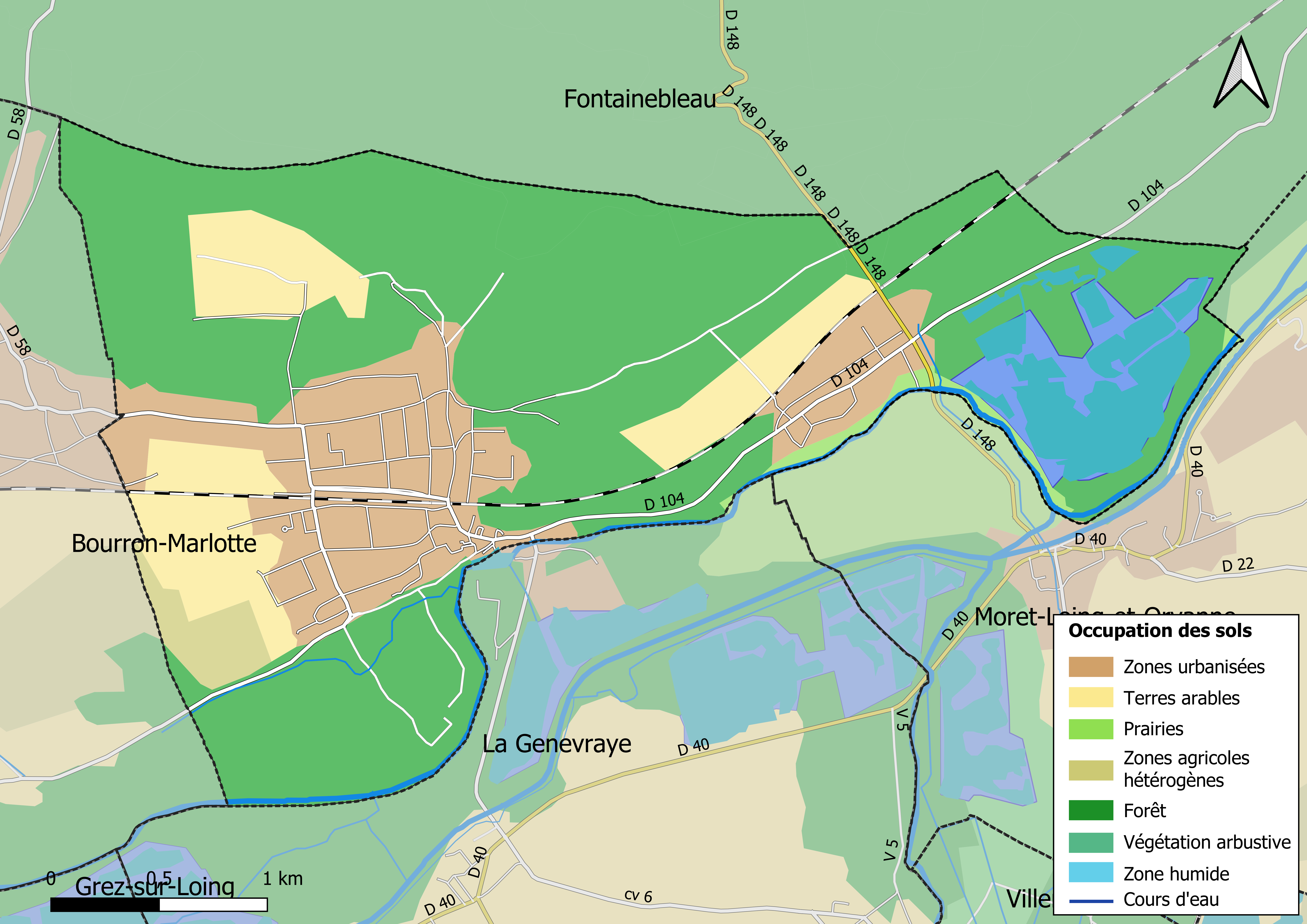
Carte des infrastructures et de l'occupation des sols en 2018 (CLC) de la commune.
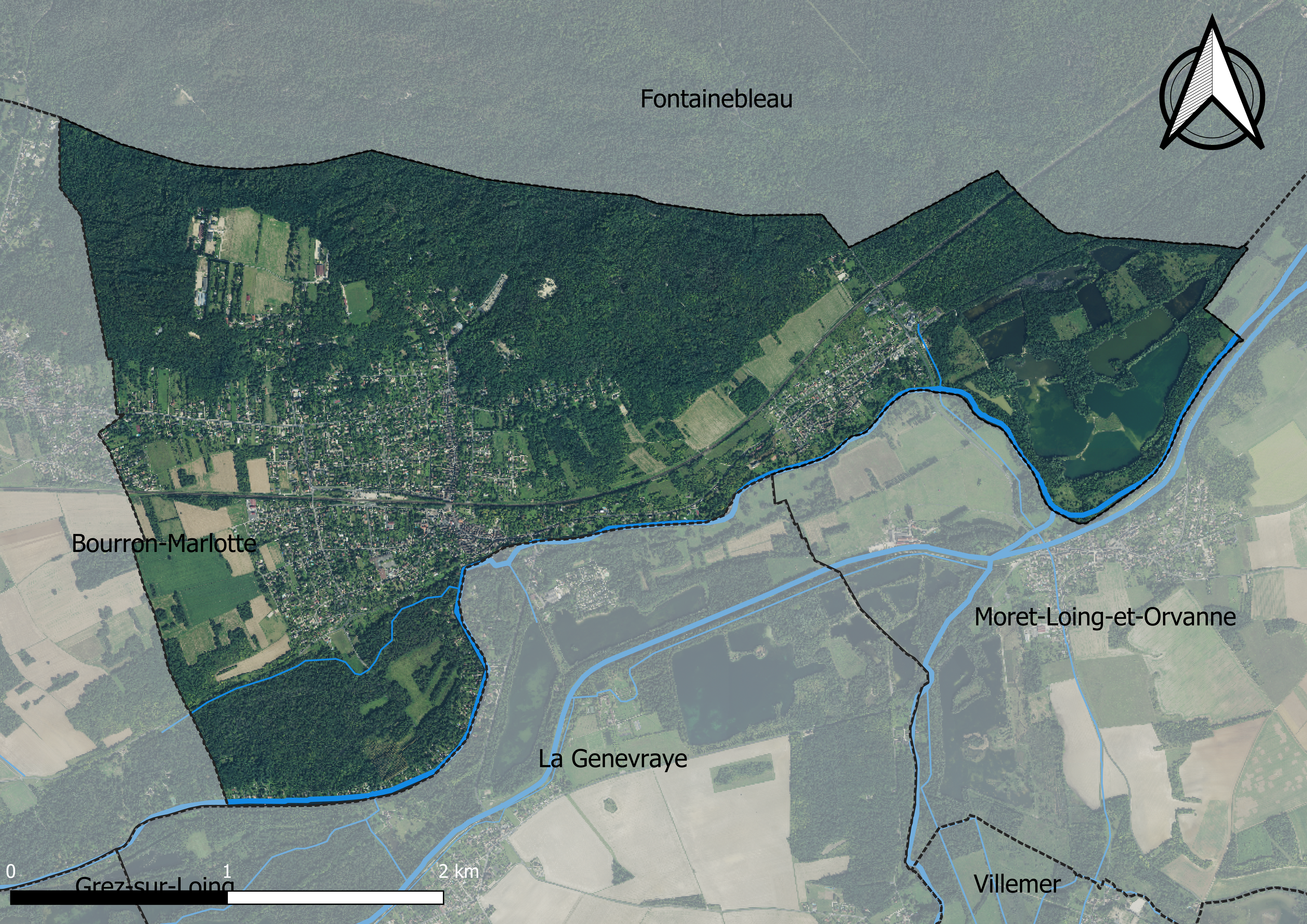
Carte orhophotogrammétrique de la commune.

### Planification
La loi SRU du 13 décembre 2000 a incité les communes à se regrouper au sein d’un établissement public, pour déterminer les partis d’aménagement de l’espace au sein d’un SCoT, un document d’orientation stratégique des politiques publiques à une grande échelle et à un horizon de 20 ans et s'imposant aux documents d'urbanisme locaux, les PLU (Plan local d'urbanisme). La commune est dans le territoire du SCOT Seine et Loing, dont le projet a été arrêté le 3 juillet 2019, porté par le syndicat mixte d’études et de programmation (SMEP) Seine et Loing rassemblant à la fois 44 communes et trois communautés de communes.
La commune, en 2019, avait engagé l'élaboration d'un plan local d'urbanisme.

### Lieux-dits et écarts

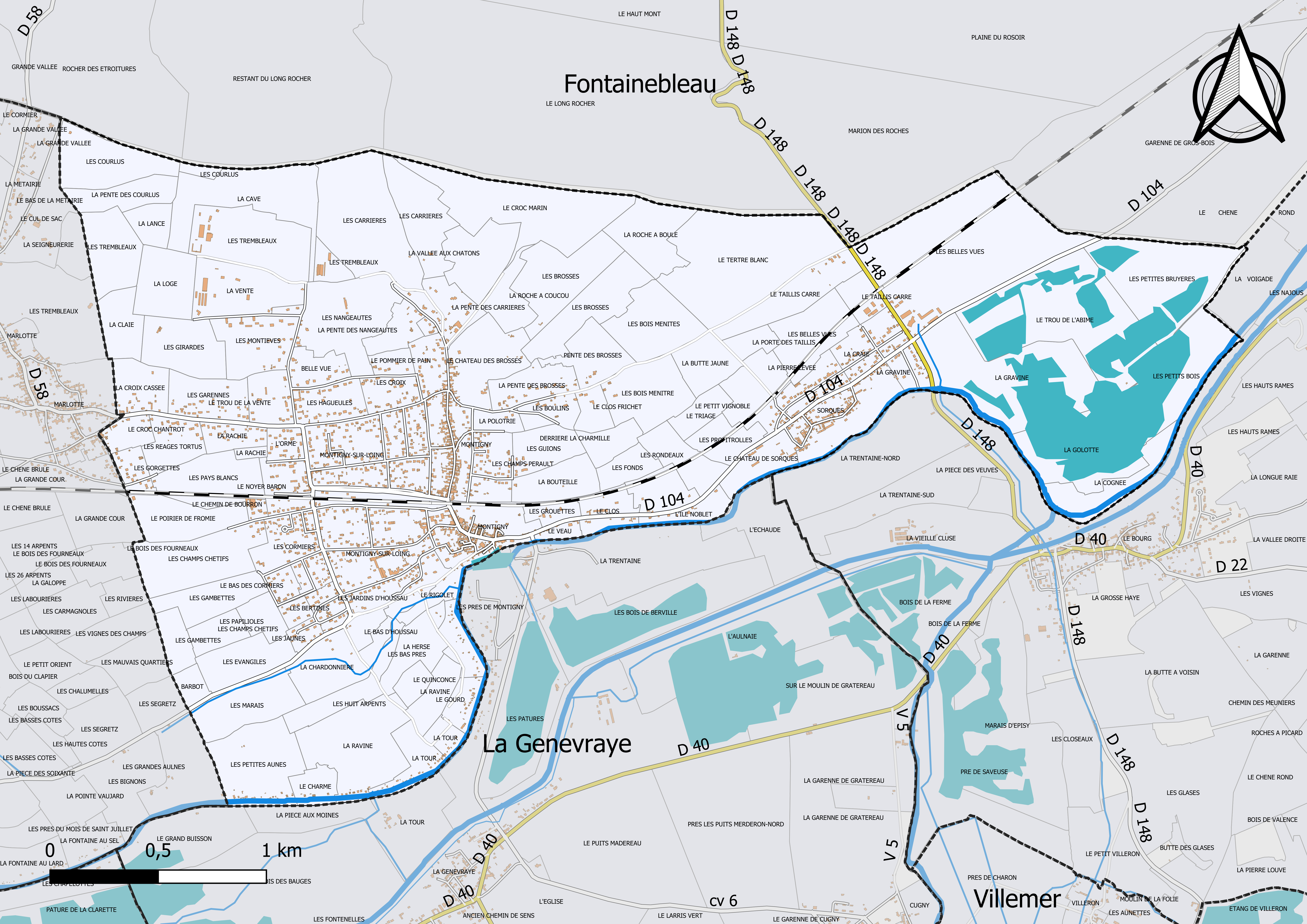
Carte du cadastre de la commune de Montigny-sur-Loing.

La commune compte 100 lieux-dits administratifs répertoriés consultables ici dont Sorques (source : le fichier Fantoir).

### Logement
En 2017, le nombre total de logements dans la commune était de 1 565 dont 89,8 % de maisons et 9,8 % d'appartements.
Parmi ces logements, 76,4 % étaient des résidences principales, 8,2 % des résidences secondaires et 15,4 % des logements vacants.
La part des ménages fiscaux propriétaires de leur résidence principale s'élevait à 80,2 % contre 16,7 % de locataires dont, 0,8 % de logements HLM loués vides (logements sociaux) et, 3,1 % logés gratuitement.

### Voies de communication et transports

#### Voies de communication
La ligne de chemin de fer de Moret - Veneux-les-Sablons à Lyon-Perrache traverse le territoire de la commune d'est en ouest.
Montigny-sur-Loing est desservie par l'autoroute A6 (sortie no 5, Fontainebleau, située à 10 km au sud-ouest) et par plusieurs routes départementales :
- la D 58, qui traverse le territoire de la commune de l'ouest au sud et relie Montigny-sur-Loing à Bourron-Marlotte, à l'ouest, et à La Genevraye, au sud ;
- la D 104, qui traverse le territoire de la commune d'est en ouest et relie Montigny-sur-Loing à Moret-Loing-et-Orvanne, au nord-est, et à Bourron-Marlotte, à l'ouest ;
- la D 148, qui traverse le territoire de la commune du nord au sud et relie Montigny-sur-Loing à Fontainebleau, au nord, et La Genevraye, au sud.

#### Transports

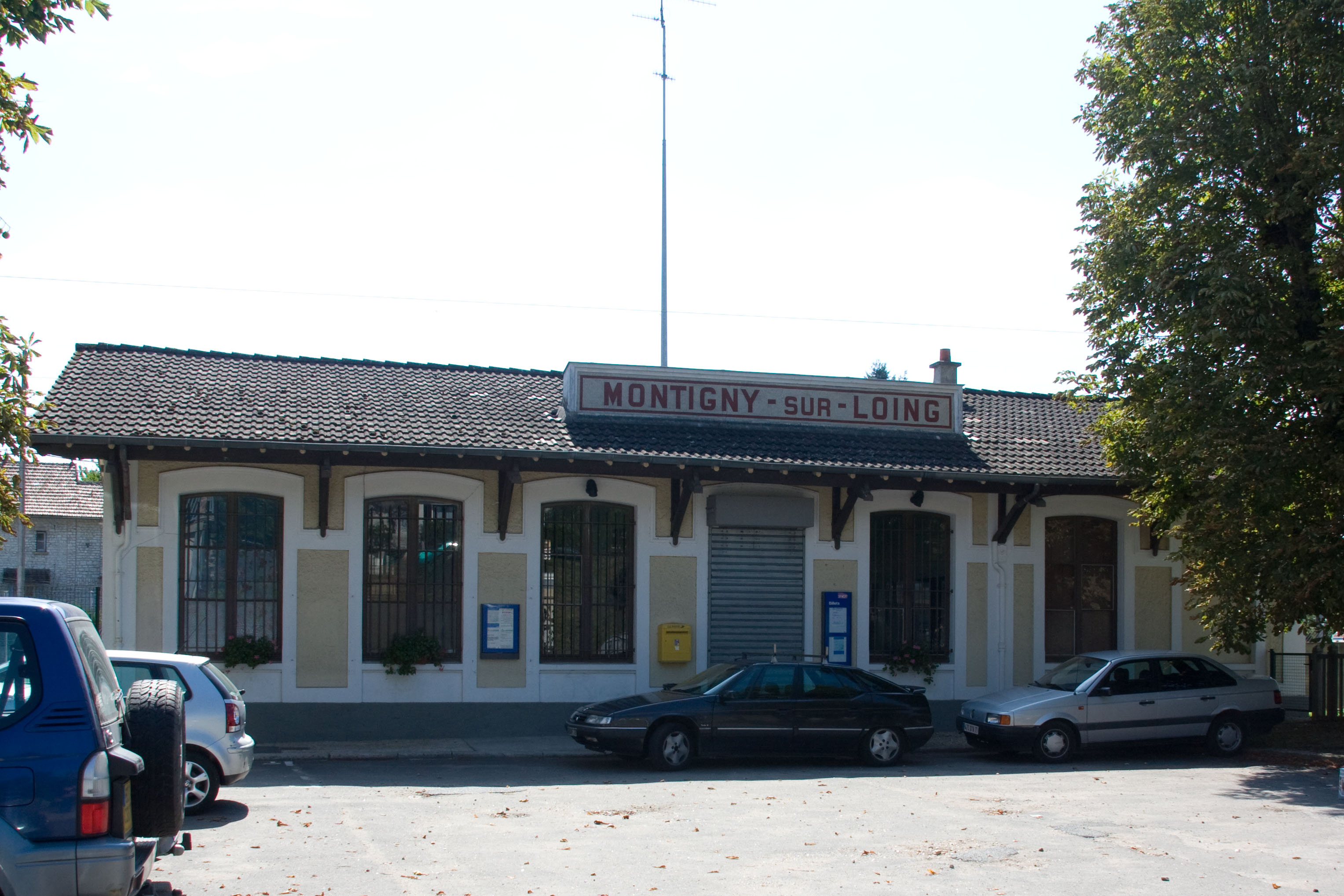
La gare de Montigny-sur-Loing.

La commune dispose d'une gare, la gare de Montigny-sur-Loing, desservie par les trains de la ligne R du réseau Transilien qui effectuent les liaisons Paris - Montargis.
Montigny-sur-Loing est desservie par cinq lignes lignes du réseau de bus Vallée du Loing - Nemours :
- la ligne 7A, qui relie Saint-Pierre-lès-Nemours à Fontainebleau ;
- la ligne 7B, qui relie Nemours à Avon ;
- la ligne 7D, qui relie Montigny-sur-Loing à Nemours ;
- la ligne 17A, qui relie Nemours à Héricy ;
- la ligne 18B, qui relie Saint-Pierre-lès-Nemours à Montereau-Fault-Yonne.

## Toponymie
Le nom de la localité, version de Montaniacum, est mentionné sous les formes Monteniae villa super ripam Lupam vers 1080 ; Monteni, vers 1160 ; Monteini vers 1200 ; Montigniacum en 1228 ; Montegny les Gres en Gastinais en 1311 ; Montigny sur Loaing en 1385.
La commune de Montigny-sur-Loing a emprunté son hydronyme au Loing qui la traverse.

## Histoire

### Préhistoire
Les Courlus, Haut-le-Roc
Sur la côte au sud du château d'eau (vers la rue des Courlus), le peintre Numa Gillet trouve en 1896 des morceaux de poterie et de l'outillage lithique de type tardenois : nombreuses lamelles, 7 microburins, 2 éclats portant des retouches minuscules, 1 grattoir sur bout de lame, 7 petits grattoirs en forme de pastille rondes ou ovales ; et un petit vase en bronze aux parois très fines. La construction de deux autres villas voisines les Roches et Haut-le-Roc, toujours pour Gillet, dévoile d'autres artefacts dont une curieuse pierre de 1,5 m de diamètre pour 1 m de haut, creusée en son centre d'une sorte de cheminée ; pierre malheureusement débitée par l'entrepreneur en bâtiment contre le désir de Gillet. Gabriel de Mortillet et son fils Adrien, qui visitent la collection de Gillet, y voient des vestiges magdaléniens,.
La Pente-des-Brosses
À environ 1,2 km est-sud-est des Coulus se trouve le gisement de la Pente-des-Brosses, à la rupture de pente du flanc sud du mont des Brosses, en face de la confluence du Lunain avec le Loing. Son industrie indique un faciès du Magdalénien supérieur ; sa faune à dominance de renne le place à une phase tempérée du Tardiglaciaire, probablement l'Alleröd (environ 13 900 à 12 900 ans AP). 

Le site a aussi un faciès gravettien, seul site gravettien connu en 2008 dans le massif de Fontainebleau.

### Moyen-Âge
Vers 1176, Gautier de Montchavan possède  4 livres de revenu en ce lieu et à Sorques, tenu en fief du vicomte de Sens (Galeran), et en arrière-fief de l'abbaye Saint-Germain-des-Prés de Paris
.

### XIXesiècle
Au XIXe siècle, le village abrite le général polonais Tadeusz Kosciuszko. Il sauve la région des pillages des soldats cosaques de 1814 lors de la campagne de France[réf. nécessaire].

### XXesiècle
Lors de la Seconde Guerre mondiale,  17 Montignons s'illustrent dans la Résistance à travers le groupe VPO (Mouvement de Résistance Volontaire Paysans et Ouvriers), mouvement dirigé par Georges Saint André. Plusieurs meurent en martyr : Renée Montgermont (1893 - 2 octobre 1943 pendue dans sa cellule), Raymond Frot (1897 - 19 octobre 1943 déporté à Mauthausen), Raoul Jacobé (1891 - 12 décembre 1943 déporté à Neuengamme), ou encore Roger Genty (1922 - 17 août 1944 fusillé en plaine de Chanfroy avec  36 autres résistants)[réf. nécessaire].
Le village est libéré le 23 août 1944 par un détachement de la 5e division d'infanterie de la IIIe armée américaine du général Patton. Autre figure de la Résistance, Aimé Lepercq (1899-1944), arrêté en 1944 et libéré lors de la débâcle allemande, il fut nommé ministre des Finances par le général De Gaulle en septembre 1944 mais mourut deux mois plus tard dans un accident de voiture[réf. nécessaire].

## Politique et administration

### Liste des maires

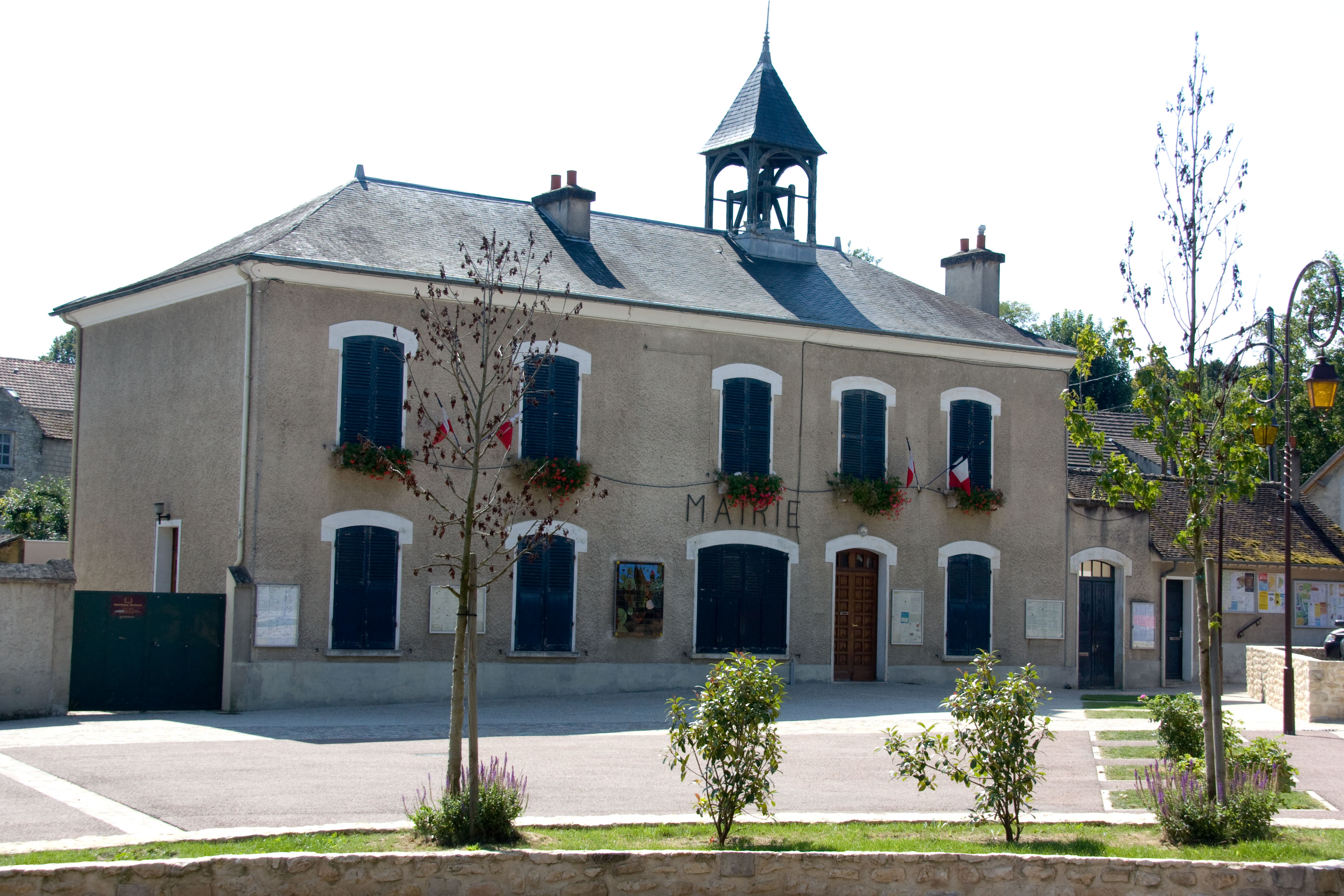
L'hôtel de ville.

| Période                                  | Période        | Identité                            | Étiquette | Qualité |
| ---------------------------------------- | -------------- | ----------------------------------- | --------- | --- |
| Les données manquantes sont à compléter. |                |                                     |           | |
| 1804                                     | 1815           | Drugeon                             |           | |
| 1817                                     | 1819           | Vicomte de La Roche-Poncié          |           | |
| 1819                                     | 1822           | Drugeon                             |           | |
| 1822                                     | 1823           | Drugeon, Vicomte de La Roche-Poncié |           | |
| 1824                                     | octobre 1831   | Vicomte de La Roche-Poncié          |           | |
| octobre 1831                             | mai 1840       | Paul Éléonore Paillard              |           | Meunier |
| mai 1840                                 | janvier 1848   | Charles Jean-Noël Ninet             |           | Propriétaire |
| janvier 1848                             | octobre 1870   | Raymond de la Villorion             |           | Propriétaire |
| octobre 1870                             | 1874           | François Louis Lavaurs              |           | Ingénieur |
| octobre 1874                             | 1876           | Michel Joachim Aubry                |           | Cultivateur |
| octobre 1876                             | mai 1884       | Charles-Étienne Collignon           |           | Ingénieur, conseiller d'État |
| mai 1884                                 | octobre 1886   | Sébastien Antoine Alexis Orgiazzi   |           | Graveur |
| octobre 1886                             | mai 1896       | Joseph Cloix                        |           | Ingénieur |
| mai 1896                                 | octobre 1919   | Pierre Cloix                        |           | Ingénieur |
| octobre 1919                             | 1937           | Georges Saint-André                 |           | Épicier |
| 1937                                     | décembre 1947  | Georges Carrillat                   |           | |
| décembre 1947                            | mai 1953       | Georges Saint-André                 |           | Épicier |
| mai 1953                                 | mars 1959      | Pierre Guilhendou                   |           | |
| mars 1959                                | septembre 1967 | Léon Robert                         |           | |
| octobre 1967                             | mars 1983      | Joseph Brunet                       |           | |
| mars 1983                                | juin 1995      | Georges Barrois                     |           | Chef-surveillant de travaux |
| juin 1995                                | mars 2001      | Alain Estadieu                      |           | |
| mars 2001                                | mars 2008      | Serge Renault                       | UMP       | Ingénieur retraité |
| mars 2008                                | En cours       | Sylvie Monchecourt                  | NC-UDI    | Directrice de cabinet et de communication retraitée Conseillère régionale d'Île-de-France (2015 → ) Vice-présidente de la CC Moret Seine et Loing |

## Équipements et services

### Eau et assainissement
L’organisation de la distribution de l’eau potable, de la collecte et du traitement des eaux usées et pluviales relève des communes. La loi NOTRe de 2015 a accru le rôle des EPCI à fiscalité propre en leur transférant cette compétence. Ce transfert devait en principe être effectif au 1er janvier 2020, mais la loi Ferrand-Fesneau du 3 août 2018 a introduit la possibilité d’un report de ce transfert au 1er janvier 2026,.

#### Assainissement des eaux usées
En 2020, la gestion du service d'assainissement collectif de la commune de Montigny-sur-Loing est assurée par le SIDASS de Moret Seine et Loing pour la collecte, le transport et la dépollution. Ce service est géré en délégation par une entreprise privée, dont le contrat arrive à échéance le 31 décembre 2025,,.
L’assainissement non collectif (ANC) désigne les installations individuelles de traitement des eaux domestiques qui ne sont pas desservies par un réseau public de collecte des eaux usées et qui doivent en conséquence traiter elles-mêmes leurs eaux usées avant de les rejeter dans le milieu naturel. Le SIDASS de Moret Seine et Loing assure pour le compte de la commune le service public d'assainissement non collectif (SPANC), qui a pour mission de vérifier la bonne exécution des travaux de réalisation et de réhabilitation, ainsi que le bon fonctionnement et l’entretien des installations. Cette prestation est déléguée à une entreprise privée , dont le contrat arrive à échéance le 31 décembre 2025,.

#### Eau potable
En 2020, l'alimentation en eau potable est assurée par le SIDEAU Moret Seine et Loing qui en a délégué la gestion à l'entreprise Veolia, dont le contrat expire le 31 décembre 2025,,.
Les nappes de Beauce et du Champigny sont classées en zone de répartition des eaux (ZRE), signifiant un déséquilibre entre les besoins en eau et la ressource disponible. Le changement climatique est susceptible d’aggraver ce déséquilibre. Ainsi afin de renforcer la garantie d’une distribution d’une eau de qualité en permanence sur le territoire du département, le troisième Plan départemental de l’eau signé, le 3 octobre 2017, contient un plan d’actions afin d’assurer avec priorisation la sécurisation de l’alimentation en eau potable des Seine-et-Marnais. A cette fin a été préparé et publié en décembre 2020 un schéma départemental d’alimentation en eau potable de secours dans lequel huit secteurs prioritaires sont définis. La commune fait partie du secteur Bocage.

## Population et société

### Démographie
L'évolution du nombre d'habitants est connue à travers les recensements de la population effectués dans la commune depuis 1793. Pour les communes de moins de 10 000 habitants, une enquête de recensement portant sur toute la population est réalisée tous les cinq ans, les populations de référence des années intermédiaires étant quant à elles estimées par interpolation ou extrapolation. Pour la commune, le premier recensement exhaustif entrant dans le cadre du nouveau dispositif a été réalisé en 2004.

En 2022, la commune comptait 2 634 habitants, en évolution de −3,2 % par rapport à 2016 (Seine-et-Marne : +3,92 %, France hors Mayotte : +2,11 %).
| 1793 | 1800 | 1806 | 1821 | 1831 | 1836 | 1841 | 1846 | 1851 |
| ---- | ---- | ---- | ---- | ---- | ---- | ---- | ---- | ---- |
| 630  | 706  | 704  | 705  | 821  | 822  | 813  | 819  | 873  |

| 1856 | 1861 | 1866 | 1872 | 1876 | 1881 | 1886 | 1891 | 1896 |
| ---- | ---- | ---- | ---- | ---- | ---- | ---- | ---- | ---- |
| 780  | 885  | 869  | 886  | 865  | 872  | 852  | 834  | 896  |

| 1901 | 1906  | 1911  | 1921  | 1926  | 1931  | 1936  | 1946  | 1954  |
| ---- | ----- | ----- | ----- | ----- | ----- | ----- | ----- | ----- |
| 994  | 1 032 | 1 040 | 1 023 | 1 138 | 1 190 | 1 285 | 1 323 | 1 459 |

| 1962  | 1968  | 1975  | 1982  | 1990  | 1999  | 2004  | 2006  | 2009  |
| ----- | ----- | ----- | ----- | ----- | ----- | ----- | ----- | ----- |
| 1 881 | 1 889 | 2 152 | 2 042 | 2 553 | 2 796 | 2 751 | 2 734 | 2 779 |

| 2014  | 2019  | 2022  | - | - | - | - | - | - |
| ----- | ----- | ----- | - | - | - | - | - | - |
| 2 716 | 2 660 | 2 634 | - | - | - | - | - | - |

### Enseignement
Montigny-sur-Loing est située dans l'académie de Créteil. Elle administre une école primaire publique, composée d'une école maternelle et d'une école élémentaire, située rue des Cormiers.

### Équipements ou services
La commune dispose :
- d’un bureau de poste[86] ;
- d'une école de musique ;
- de quatre centres équestres ;
- de deux stades de football ;
- d'un court de tennis ;
- de deux salles polyvalentes ;
- d'une école de théâtre ;
- d'une école de Pétanque.

### Festivités et évènements
- Fête patronale : le premier dimanche suivant la Saint-Pierre.

### Cultes
La commune de Montigny-sur-Loing fait partie de la paroisse catholique « Pôle missionnaire de Fontainebleau » au sein du diocèse de Meaux. Elle dispose de l'église Saint-Pierre-et-Saint-Paul.

## Économie

### Revenus de la population et fiscalité
En 2017, le nombre de ménages fiscaux de la commune était de 1 216 (dont 72 % imposés), représentant 2 883 personnes et la  médiane du revenu disponible par unité de consommation  de 26 570 euros.

### Emploi
En 2017 , le nombre total d’emplois dans la zone était de 415, occupant 1 216 actifs  résidants.
Le taux d'activité de la population (actifs ayant un emploi) âgée de 15 à 64 ans s'élevait à 71 % contre un taux de chômage de 6,4 %.
Les 22,6 % d’inactifs se répartissent de la façon suivante : 9,5 % d’étudiants et stagiaires non rémunérés, 7,8 % de retraités ou préretraités et 5,3 % pour les autres inactifs.

### Entreprises et commerces
En 2018, le nombre d'établissements actifs était de 272 dont 18 dans l’industrie manufacturière, industries extractives et autres, 38 dans la construction, 56 dans le commerce de gros et de détail, transports, hébergement et restauration, 19 dans l’information et communication, 11 dans les activités financières et d'assurance, 9 dans les activités immobilières, 59 dans les activités spécialisées, scientifiques et techniques et activités de services administratifs et de soutien, 37 dans l’administration publique, enseignement, santé humaine et action sociale et 25  étaient relatifs aux autres activités de services.
En 2019,  31 entreprises ont été créées sur le territoire de la commune, dont 22 individuelles.
- Sablières, horticulture, objets d'art, agence immobilière, restaurant, salon de thé, salon de coiffure.

### Secteurs d'activité

#### Agriculture
Montigny-sur-Loing est dans la petite région agricole dénommée le « Pays de Bière et Forêt de Fontainebleau », couvrant le Pays de Bière et la forêt de Fontainebleau. En 2010, l'orientation technico-économique de l'agriculture sur la commune est autres grandes cultures (hors céréales et oléoprotéagineux, fleurs et fruits).
Si la productivité agricole de la Seine-et-Marne se situe dans le peloton de tête des départements français, le département enregistre un double phénomène de disparition des terres cultivables (près de 2 000 ha par an dans les années 1980, moins dans les années 2000) et de réduction d'environ 30 % du nombre d'agriculteurs dans les années 2010. Cette tendance se retrouve au niveau de la commune où le nombre d’exploitations est passé de 6 en 1988 à 2 en 2010. Parallèlement, la taille de ces exploitations augmente, passant de 12 ha en 1988 à 23 ha en 2010.
Le tableau ci-dessous présente les principales caractéristiques des exploitations agricoles de Montigny-sur-Loing, observées sur une période de 22 ans : 
|                                      | 1988 | 2000 | 2010 |
| ------------------------------------ | ---- | ---- | ---- |
| Dimension économique,                |      |      |      |
| Nombre d’exploitations (u)           | 6    | 1    | 2    |
| Travail (UTA)                        | 8    | 0    | 2    |
| Surface agricole utilisée (ha)       | 72   | 51   | 46   |
| Cultures                             |      |      |      |
| Terres labourables (ha)              | 68   | s    | s    |
| Céréales (ha)                        | s    | s    | s    |
| dont blé tendre (ha)                 | s    |      |      |
| dont maïs-grain et maïs-semence (ha) | s    | s    |      |
| Tournesol (ha)                       | 0    |      |      |
| Colza et navette (ha)                | 0    |      |      |
| Élevage                              |      |      |      |
| Cheptel (UGBTA)                      | 3    | 0    | 40   |

## Culture locale et patrimoine

### Lieux et monuments
- L'église Saint-Pierre-et-Saint-Paul (XIIe siècle),  Inscrite MH (1926)[94].
- Le monument à Tadeusz Kościuszko,  Inscrit MH (1993)[95].
- La plaine de Sorques (entre Sorques et Moret-sur-Loing). Située sur le terrain d'une ancienne carrière, cette zone protégée abrite de nombreuses espèces d'oiseaux, batraciens et mammifères sauvages. Un chemin en fait le tour, il mène à deux observatoires (munis de lunettes d'observation) permettant d'observer les oiseaux en toute discrétion. Si l'accès à la zone est interdit au public en temps normal, des sorties thématiques en groupe sont régulièrement organisées par le syndicat d'initiative de Montigny-sur-Loing.
- La Table du Roi de Montigny, table taillée dans un bloc de grès[96]. (À ne pas confondre avec la Table du Roi de Fontainebleau, autre table taillée dans un bloc de grès).
- le château de Sorques, dans le hameau du même nom.
- une partie du sud de la forêt de Fontainebleau.
- les lavoirs.
- le viaduc ferroviaire, au centre du village

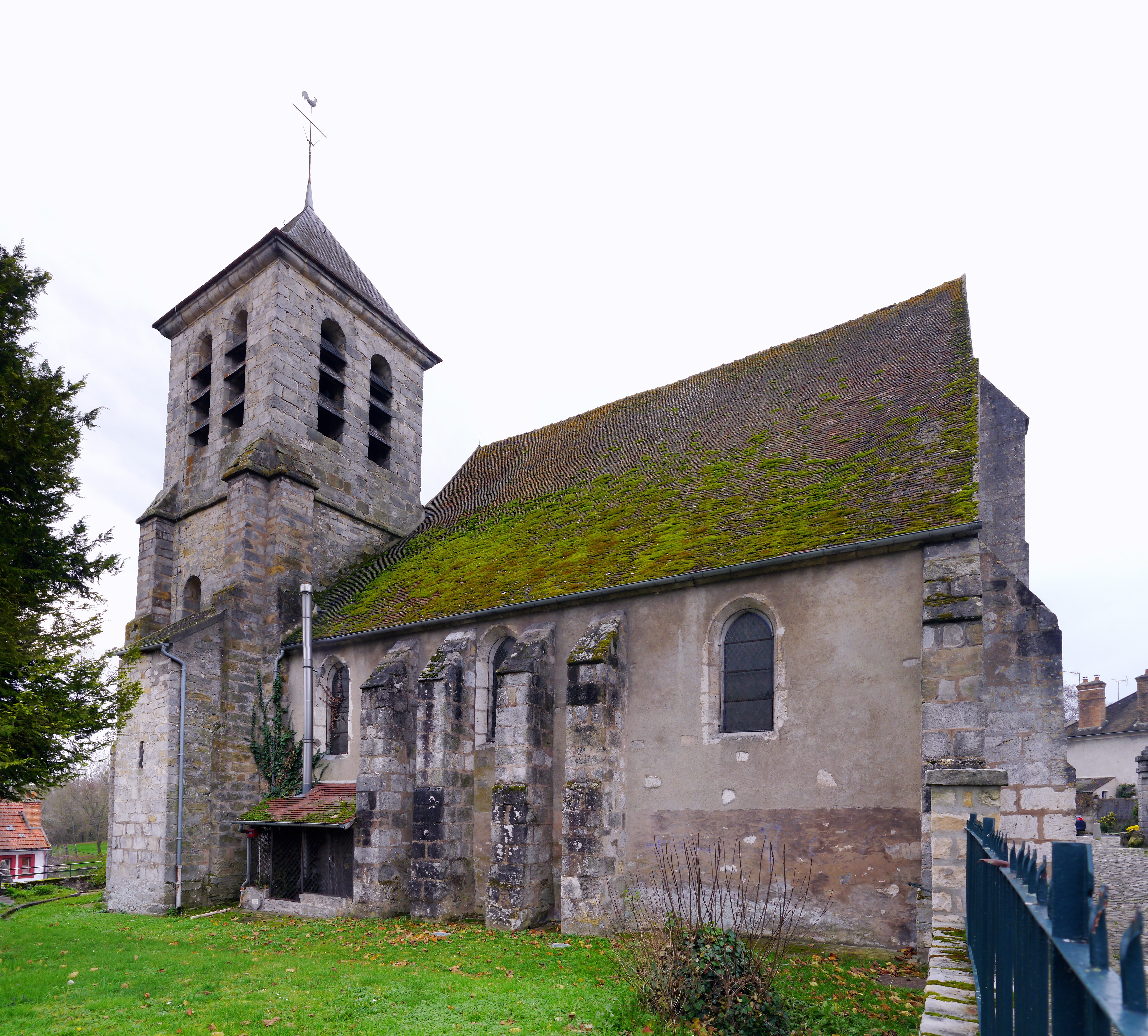
L'église Saint Pierre-Saint Paul.
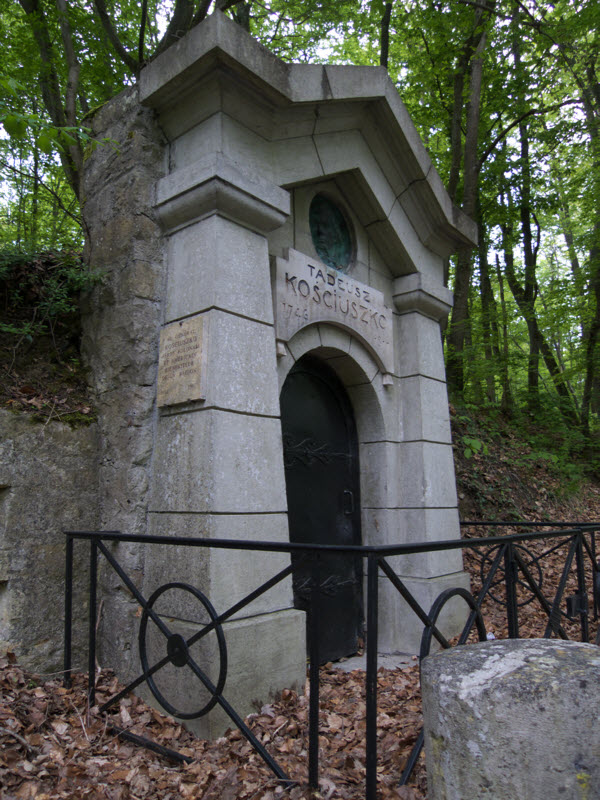
Le monument à Tadeusz Kosciuszko.
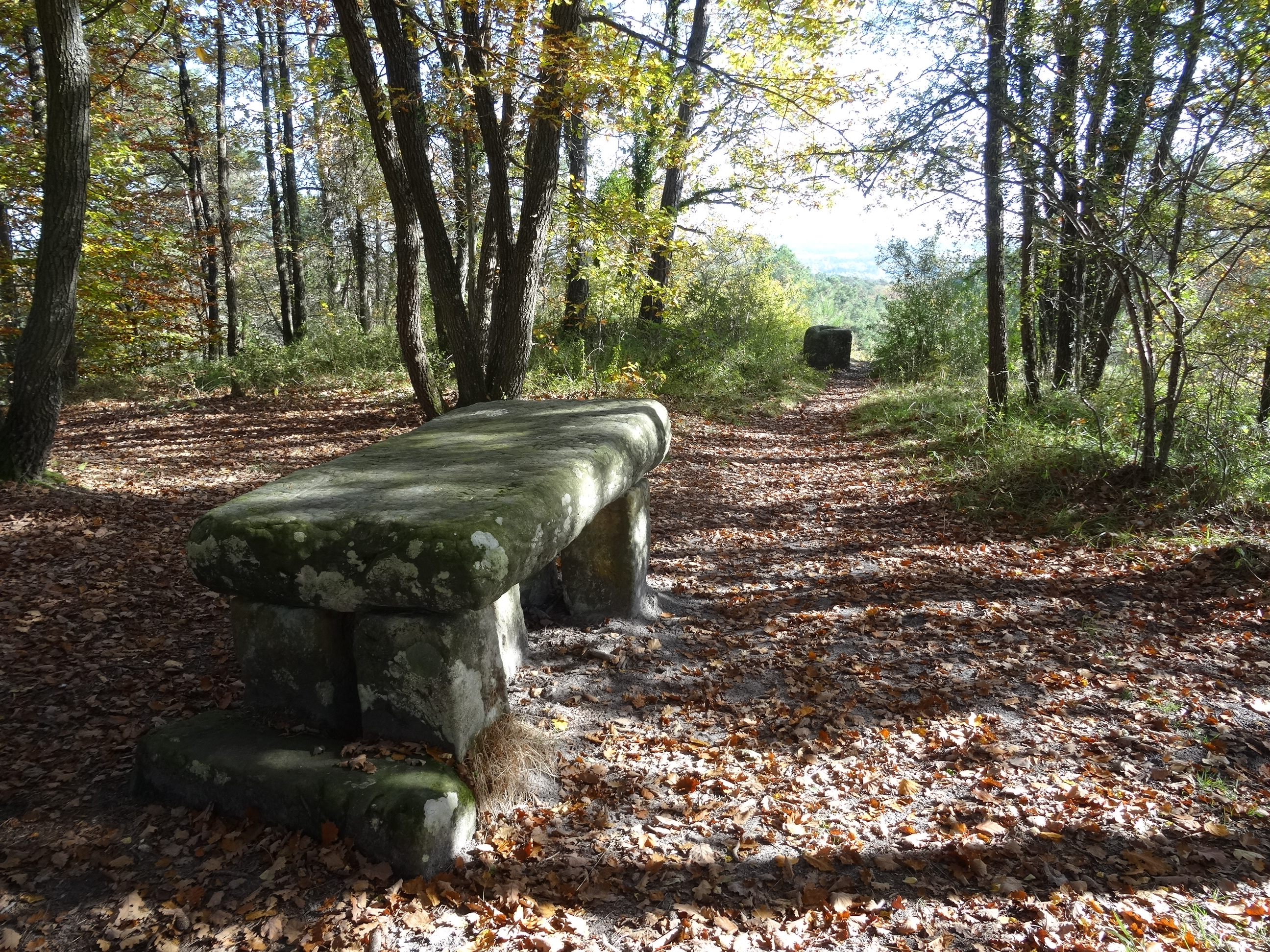
Lieu-dit Table-du-Roi de Montigny-sur-Loing.
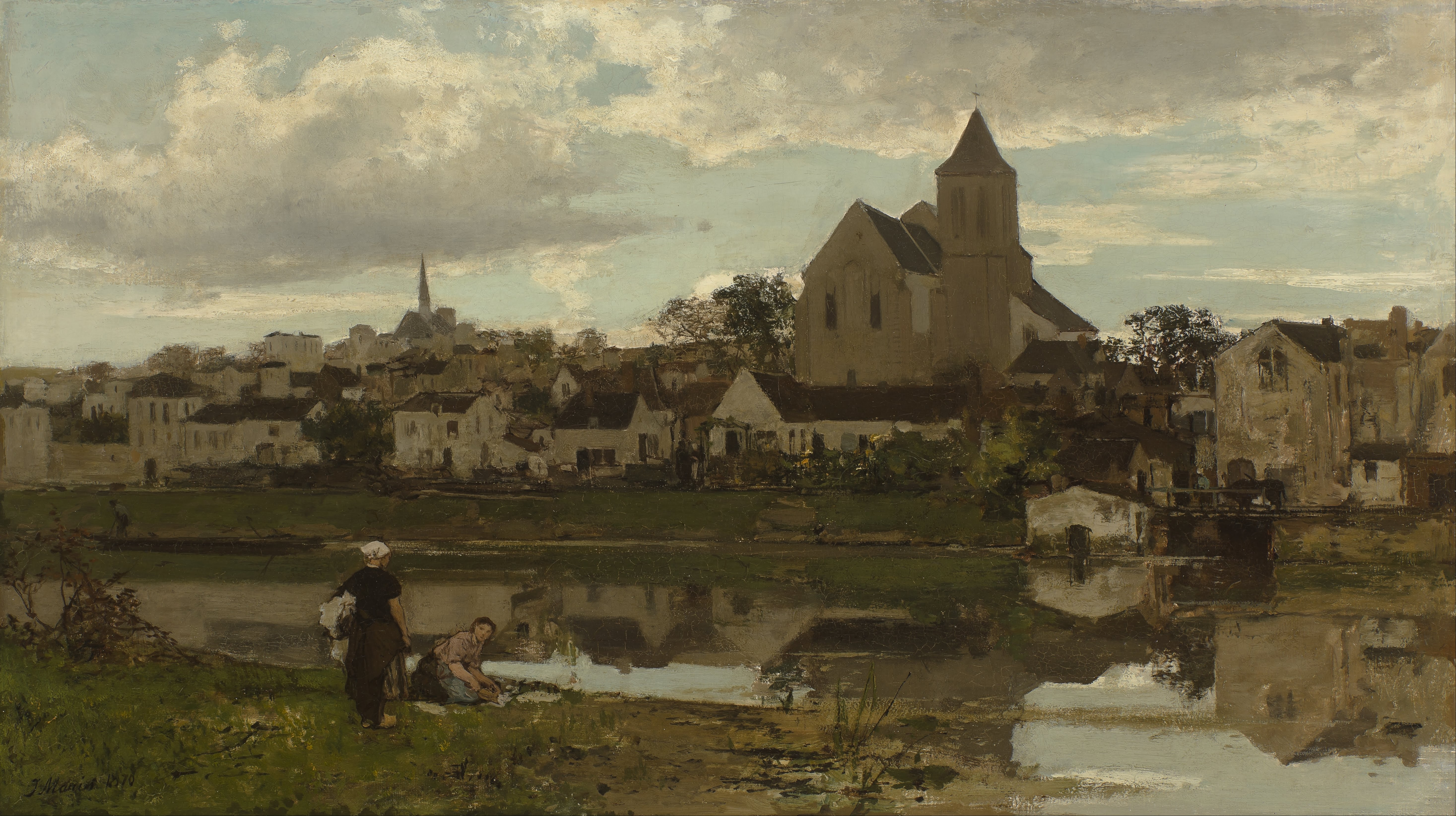
Jacob Maris - Vue de Montigny-sur-Loing.

### Personnalités liées à la commune
- Tadeusz Kosciuszko (1746–1817), général polonais, héros national polonais, lituanien et biélorusse ; se réfugie en France et s'installe en 1801 dans le château de Berville dans la commune de La Genevraye (commune voisine de Montigny-sur-Loing), participe à la défense de Montigny-sur-Loing pour arrêter les cosaques du général Platov qui pillent et dévastent les villages environnant lors de la campagne de France en 1814 ; en son hommage un cénotaphe est érigé dans le hameau de Sorques sur le territoire de la commune de Montigny-sur-Loing.
- Au tournant des XIXe et XXe siècles, le village de Montigny-sur-Loing est le lieu de séjour de nombreux peintres comme Eugène Thirion (1839-1910),  Edmond Van Coppenolle (1846-1914), Adrien Schulz (1851-1931), Georges Stein (1864-1917), Lucien Mignon (1865-1944),  André-Charles Coppier (1866-1948), Maurice Proust (1867-1944), Numa Gillet (1868-1940) ou encore Lucien Cahen-Michel (1888-1980), tous attirés par la qualité des paysages et de la lumière.
- Victor Laloux (1850-1937), architecte français a fait construire un presbytere en 1899.
- Guy de Maupassant (1850-1893), écrivain français, a résidé à Montigny-sur-Loing[réf. nécessaire], ruelle de la Talbarderie, et y a écrit son dernier roman[réf. nécessaire], Notre cœur.
- Émile-Justin Merlot (1839-1900), peintre français, y est mort.
- Georges Mouveau, peintre et décorateur à l'opéra de Paris, a résidé 20 ans, y est enterré.
- Pierre Louÿs[pourquoi ?] (1870-1925), poète et romancier français.
- Aimé Lepercq[pourquoi ?] (1899-1944), résistant et ministre des Finances en 1944. Sa fille Michelle épousa l'avocat Pierre Lemarchand (1926-2009), l'un des dirigeants du Mouvement pour la Coopération (les fameux « barbouzes ») qui lutta en Algérie contre l'OAS en 1961-62.
- Charles Virion (1865-1946[97]), médailleur, sculpteur animalier, peintre et céramiste français, y est mort.
- Michel Korochansky (1866-1925), peintre français d'origine russo-ukrainienne.
- André-Marc Antigna (1869-1941), portraitiste, peintre de genre et miniaturiste a habité la "Villa des Troènes".